# Рыскин, Михаил Григорьевич
Михаил Григорьевич Рыскин — российский учёный, доктор физико-математических наук (1984), профессор, заведующий сектором Отделения теоретической физики Петербургского института ядерной физики. 

## Биография
Родился 11 мая 1947 года.
Окончил ЛГУ (1969) и аспирантуру (1972).
Работает в ПИЯФ (ЛИЯФ) им. Б. П. Константинова, с 1994 года — заведующий сектором Отделения теоретической физики.
Сфера научных интересов:
- физика элементарных частиц,
- теоретические модели, систематика частиц
- процессы взаимодействия элементарных частиц, феноменология,
- Адрон-адронные взаимодействия.

Список публикаций Mikhail G. Ryskin(St. Petersburg, INP)
Индекс Хирша - 52.

## Научные труды
Диссертации:
- Взаимодействие адронов при высоких энергиях в мультипериферических моделях : диссертация … кандидата физико-математических наук : 01.04.02. — Ленинград, 1973. — 158 с. : ил.
- Инклюзивные процессы при высоких энергиях : диссертация … доктора физико-математических наук : 01.04.02. — Ленинград, 1983. — 234 с. : ил.

Публикации:
- Самосогласованность фруассарона / М. Г. Рыскин. — Л. : ЛИЯФ, 1988. — 30 с. : ил.; 20 см. — (N 1419).
- Взаимодействие адронов высоких энергий в КХД / Е. М. Левин, М. Г. Рыскин. — Л. : ЛИЯФ, 1987. — 38 с. : ил.; 20 см. — (1316).
- Разбухание нуклона и структурная функция нуклона внутри ядра / Е. М. Левин, М. Г. Рыскин. — Л. : ЛИЯФ, 1983. — 10 с. : ил.; 20 см.
- Процессы рождения адронов с большими поперечными импульсами и взаимодействие партонов [Текст] / Е. М. Левин, М. Г. Рыскин. — Ленинград : [б. и.], 1976. — 26 с. : ил.; 20 см. — (Препринт/ АН СССР. Ленингр. ин-т ядерной физики им. Б. П. Константинова; № 280).
- Адрон-ядерное взаимодействие в КХД при высоких энергиях / Е. М. Левин, М. Г. Рыскин. — Л. : ЛИЯФ, 1987. — 25 с. : ил.; 21 см. — (Препр. АН СССР, Ленингр. ин-т ядер. физики им. Б. П. Константинова; N1246).
- Правила сумм КХД и равновесные свойства ядерной материи / Е. Г. Друкарев, М. Г. Рыскин. — СПб. : ПИЯФ, 1992. — 40,[1] с. : ил.; 20 см. — (Препринт. Рос. акад. наук, Петербург. ин-т ядер. физики им. Б. П. Константинова; N 1786).
- Рассеяние пионов высоких энергий в модели инстантонного вакуума / В. Б. Розенгауз, М. Г. Рыскин. — Л. : ЛИЯФ, 1987. — 19 с. : ил.; 20 см. — (Препр. АН СССР, Ленингр. ин-т ядер. физики им. Б. П. Константинова; 1293).
- Распределение вторичных частиц в глубоко неупругом рассеянии / Л. В. Грибов, М. Г. Рыскин. — Л. : ЛИЯФ, 1983. — 28 с. : ил.; 20 см. — (АН СССР, Ленингр. ин-т ядер. физики им. Б. П. Константинова. N 865;).
- Изоспин-нарушающие ядерные силы в правилах сумм КХД и аномалия Нолена — Шиффера / Е. Г. Друкарев, М. Г. Рыскин. — СПб. : ПИЯФ, 1992. — 18,[1] с. : граф.; 20 см. — (Препринт. Рос. АН, Петербург. ин-т ядер. физики им. Б. П. Константинова; 1848).

Доклады на Международных конференциях:
- 11-я Международная конференция по структуре адронов и квантовой хромодинамике (Hadron Structure and QCD: HSQCD’2014), ПИЯФ НИЦ КИ: «Обзор свойств упругого рассеяния и дифракции при энергиях БАК».
- Международный семинар по спиновым явлениям в физике высоких энергий. Protvino , 14-17 September, 1983. «Сливовые корреляции в КХД при высоких энергиях».
- «Адронная структура и квантовая хромодинамика 2008» («Hadron structure and Quantum Chromodynamics» — HSQCD 2008). С 30 июня по 4 июля 2008 г., Петербургский институт ядерной физики им. Б.П. Константинова Российской Академии Наук (ПИЯФ РАН)
- 66-я международная конференция по проблемам ядерной спектроскопии и структуре атомного ядра «Ядро-2016». Е. Г. Друкарев, М. Г. Рыскин В. А. Садовникова. Трехнуклонные взаимодействия в правилах сумм КХД.